# کوه اوکوسیست
کوه اوکوسیست (به لاتین: Ukkusissat) یک کوه در گرینلند است که در سرمرسوک واقع شده‌است. کوه اوکوسیست ۷۷۲ متر بالاتر از سطح دریا واقع شده‌است.